# Herb powiatu oleskiego
Herb powiatu oleskiego – jeden z symboli powiatu oleskiego, nawiązujący do przedwojennego symbolu powiatu, autorstwa Heriberta Kollera.

## Symbolika
Herb przedstawia na tarczy w kształcie tulipana dwudzielnej w słup w polu prawym połowę orła Piastów opolskich na błękitnym polu, a w polu prawym trzy pięciolistne róże rozmieszczone symetrycznie w pionie na białym polu. Jest to połączenie symboli Śląska Opolskiego i Olesna.